# Florian Fromlowitz
Florian Fromlowitz (Kaiserslautern, 2 luglio 1986) è un ex calciatore tedesco, portiere.